# Maksim Amelin
Maksim Albertovič Amelin (rus. Макси́м Альбе́ртович Аме́лин), 7. siječnja 1970., Kursk – ruski pjesnik, prevoditelj, književni kritičar i izdavač.

## Vanjske poveznice
- Šarčević, T., Larisa Saveljeva: 'U svijet prevođenja knjiga uvela su me 'Svećenikova djeca' Mate Matišića', Jutarnji, 16. studenog 2018.
- Žurnaljnij zal: Maksim Amelin
- Fisher, A.O., Mong, D., 6 poems from 2017 Poet Award winner Maxim Amelin, Russia Beyond, 2. lipnja 2017.